# مسابقات اسب‌دوانی در لونشان
مسابقات اسب‌دوانی در لونشان (به فرانسوی: Les Courses à Longchamp) یک نقاشی امپرسیونیستی از ادوار مانه است که یک کورس اسب‌دوانی در پیست لونشان را به تصویر می‌کشد.
این نقاشی سال ۱۸۶۶ کشیده شد و اکنون در مؤسسه هنر شیکاگو نگهداری می‌شود. بداعت نقاشی در القای هیجان لحظه‌ای مسابقه بسیار ستوده شده است.